# Giorgia crena
Giorgia crena là một loài bướm đêm trong họ Crambidae.